# Adamo Marcori
Adamo Marcori (Arezzo, 1763 – Montenero, 25 aprile 1808) è stato un compositore italiano.
Poco si conosce della gioventù e della formazione di Marcori. Nell'autunno del 1791 al Teatro dei Fiorentini di Napoli diede una sua opera buffa, La dispettosa in amore e successivamente, nel 1796, fu nominato maestro di cappella della Chiesa di Santa Maria della Pieve di Arezzo. Il 19 dicembre 1799 ricevette l'incarico di dirigere la cappella del Duomo di Pisa, posizione che tenne sino alla morte.
Scrisse in gran parte musica sacra, la quale si caratterizza per la sua naturale ed espressiva bellezza, che tuttavia pecca nell'armonia.

## Opere
- La dispettosa in amore (opera buffa, libretto di Giuseppe Palomba, 1791, Napoli)
- Numerose messe
- Vari mottetti
- Vari vespri
- 5 antifone per 4 voci
- 4 lamentazioni
- 4 responsori
- 2 Salve Regina
- Te Deum
- Stabat mater per 2 voci e strumenti
- Introito per 4 voci e strumenti
- Un`Elevazione per organo